# Greigia collina
Greigia collina är en gräsväxtart som beskrevs av Lyman Bradford Smith. Greigia collina ingår i släktet Greigia och familjen Bromeliaceae. Inga underarter finns listade i Catalogue of Life.